# 趙炳柱
趙 炳柱（チョ・ビョンジュ、朝鮮語: 조병주、1942年12月1日 - ）は、朝鮮民主主義人民共和国の政治家。内閣副総理、機械工業相、朝鮮労働党中央委員会委員などを歴任した。

## 経歴
1942年に生まれた。出生地は不明。1997年7月に龍城機械連合総局総局長に任命され、1998年7月に最高人民会議第10期代議員に選出された。2000年12月に龍白機械連合企業所支配人に転じ、2004年に金日成勲章を受賞した。2005年5月に最高人民会議常任委員会の政令により設置された機械工業省の長である機械工業相に任命された。
2009年3月9日に実施された最高人民会議第12期代議員選挙で代議員に再選され、4月9日に開催された最高人民会議第12期第1回会議で機械工業相に再任された。2010年6月7日に開催された最高人民会議第7期第3回会議で内閣副総理に任命され、9月28日に開催された朝鮮労働党第3回党代表者会で朝鮮労働党中央委員会委員に選出され、2011年12月17日に金正日総書記が死去した際には、国家葬儀委員会委員に選ばれた。
2012年3月に機械工業相を解任され、4月13日に開催された最高人民会議第12期第5回会議で内閣副総理も解任された。

## 参考サイト
북한정보포털
| 先代新設 | 機械工業相2005年 - 2012年 | 次代李宗国 |